# Taça da Liga 2009/10
De Taça da Liga 2009-10 is de derde editie van de Taça da Liga. Het toernooi begon op 1 augustus 2009 en eindigde op 21 maart 2010. SL Benfica prolongeerde zijn titel.

## Eerste ronde
| Team 1            | Tot.         | Team 2           | 1e wedstr. | 2e wedstr. |
| ----------------- | ------------ | ---------------- | ---------- | ---------- |
| AD Carregado      | 1-2          | Sporting Covilhã | 0-1        | 1-1        |
| CD Aves           | 1-2          | GD Estoril-Praia | 1-1        | 0-1        |
| SC Beira-Mar      | 5-4          | SC Freamunde     | 5-1        | 0-3        |
| União Oliveirense | 0-1          | Gil Vicente FC   | 0-1        | 0-0        |
| CD Fátima         | 2-1          | Varzim SC        | 2-0        | 0-1        |
| CD Chaves         | 3-3 ns (2-4) | CD Santa Clara   | 1-0        | 2-3        |
| Portimonense SC   | 1-1 ns (6-5) | CD Feirense      | 1-1        | 0-0        |
| FC Penafiel       | 2-2 ns (2-3) | CD Trofense      | 2-0        | 0-2        |

## Tweede ronde
| Betekenis van de kleuren in de tabel |
| Door naar de derde ronde             |

### Groep A
| Team                 | G | W | G | V | DV | DT | DS | pnt |
| -------------------- | - | - | - | - | -- | -- | -- | --- |
| Portimonense SC (II) | 2 | 0 | 2 | 0 | 0  | 0  | 0  | 2   |
| Académica Coimbra    | 2 | 0 | 2 | 0 | 0  | 0  | 0  | 2   |
| SC Beira-Mar (II)    | 2 | 0 | 2 | 0 | 0  | 0  | 0  | 2   |

|                   | Coimbra | Beira | Portimonense |
| ----------------- | ------- | ----- | ------------ |
| Académica Coimbra | -       | 0-0   | -            |
| SC Beira-Mar      | -       | -     | 0-0          |
| Portimonense SC   | 0-0     | -     | -            |

### Groep B
| Team                  | G | W | G | V | DV | DT | DS | pnt |
| --------------------- | - | - | - | - | -- | -- | -- | --- |
| Vitória Guimarães     | 2 | 2 | 0 | 0 | 4  | 1  | +3 | 6   |
| Sporting Covilhã (II) | 2 | 1 | 0 | 1 | 2  | 2  | 0  | 3   |
| Vitória Setúbal       | 2 | 0 | 0 | 2 | 1  | 4  | −3 | 0   |

|                   | Covilhã | Guimarães | Setúbal |
| ----------------- | ------- | --------- | ------- |
| Sporting Covilhã  | -       | -         | 2-0     |
| Vitória Guimarães | 2-0     | -         | -       |
| Vitória Setúbal   | -       | 1-2       | -       |

### Groep C
| Team             | G | W | G | V | DV | DT | DS | pnt |
| ---------------- | - | - | - | - | -- | -- | -- | --- |
| CD Trofense (II) | 2 | 1 | 1 | 0 | 4  | 2  | +2 | 4   |
| CD Fátima (II)   | 2 | 1 | 0 | 1 | 3  | 4  | −1 | 3   |
| Marítimo Funchal | 2 | 0 | 1 | 1 | 2  | 4  | −2 | 1   |

|                  | Fátima | Marítimo | Trofense |
| ---------------- | ------ | -------- | -------- |
| CD Fátima        | -      | 2-1      | -        |
| Marítimo Funchal | -      | -        | 1-1      |
| CD Trofense      | 3-1    | -        | -        |

### Groep D
| Team                  | G | W | G | V | DV | DT | DS | pnt |
| --------------------- | - | - | - | - | -- | -- | -- | --- |
| GD Estoril-Praia (II) | 2 | 1 | 1 | 0 | 2  | 0  | +2 | 4   |
| Paços Ferreira        | 2 | 1 | 1 | 0 | 1  | 0  | +1 | 4   |
| SC Olhanense          | 2 | 0 | 0 | 1 | 0  | 3  | −3 | 0   |

|                  | Estoril | Olhanense | Ferreira |
| ---------------- | ------- | --------- | -------- |
| GD Estoril-Praia | -       | 2-0       | -        |
| SC Olhanense     | -       | -         | 0-1      |
| Paços Ferreira   | 0-0     | -         | -        |

### Groep E
| Team                | G | W | G | V | DV | DT | DS | pnt |
| ------------------- | - | - | - | - | -- | -- | -- | --- |
| Rio Ave             | 2 | 1 | 1 | 0 | 1  | 0  | +1 | 4   |
| Gil Vicente FC (II) | 2 | 0 | 2 | 0 | 1  | 1  | 0  | 2   |
| CF Belenenses       | 2 | 0 | 1 | 1 | 1  | 2  | −1 | 1   |

|                | Belenenses | Gil Vicente | Rio Ave |
| -------------- | ---------- | ----------- | ------- |
| CF Belenenses  | -          | 1-1         | -       |
| Gil Vicente FC | -          | -           | 0-0     |
| Rio Ave        | 1-0        | -           | -       |

### Groep F
| Team                | G | W | G | V | DV | DT | DS | pnt |
| ------------------- | - | - | - | - | -- | -- | -- | --- |
| União Leiria        | 2 | 1 | 1 | 0 | 3  | 2  | +1 | 4   |
| Naval 1º de Maio    | 2 | 0 | 2 | 0 | 2  | 2  | 0  | 2   |
| CD Santa Clara (II) | 2 | 0 | 1 | 1 | 3  | 3  | −1 | 1   |

|                  | Leiria | Naval | Santa Clara |
| ---------------- | ------ | ----- | ----------- |
| União Leiria     | -      | 1-1   | -           |
| Naval 1º de Maio | -      | -     | 1-1         |
| CD Santa Clara   | 1-2    | -     | -           |

## Derde ronde
| Betekenis van de kleuren in de tabel |
| Door naar de halve finale            |

### Group A
| Team                  | P | W | D | L | GF | GA | GD | Pts |
| --------------------- | - | - | - | - | -- | -- | -- | --- |
| FC Porto              | 3 | 2 | 1 | 0 | 3  | 0  | +3 | 7   |
| Académica Coimbra     | 3 | 2 | 1 | 0 | 3  | 1  | +2 | 7   |
| Leixões SC            | 3 | 0 | 1 | 2 | 1  | 3  | −2 | 1   |
| GD Estoril-Praia (II) | 3 | 0 | 1 | 2 | 2  | 5  | −3 | 1   |

|                  | Porto | Leixões | Estoril | Portimonense |
| ---------------- | ----- | ------- | ------- | ------------ |
| FC Porto         | –     | 1-0     | -       | -            |
| Leixões SC       | -     | -       | -       | 0-1          |
| GD Estoril-Praia | 2-0   | 1-1     | -       | -            |
| Portimonense SC  | 0-0   | -       | 2-1     | -            |

### Groep B
| Team              | P | W | D | L | GF | GA | GD | Pts |
| ----------------- | - | - | - | - | -- | -- | -- | --- |
| Sporting Lissabon | 3 | 3 | 0 | 0 | 5  | 2  | +3 | 9   |
| CD Trofense (II)  | 3 | 1 | 1 | 1 | 2  | 2  | 0  | 4   |
| SC Braga          | 3 | 1 | 0 | 2 | 5  | 4  | +1 | 3   |
| União Leiria      | 3 | 0 | 1 | 2 | 3  | 7  | −4 | 1   |

|                   | Sporting | Braga | Trofense | Leiria |
| ----------------- | -------- | ----- | -------- | ------ |
| Sporting Lissabon | -        | 2-1   | -        | -      |
| SC Braga          | -        | -     | -        | 4-1    |
| CD Trofense       | 0-1      | 1-0   | -        | -      |
| União Leiria      | 1-2      | -     | 1-1      | -      |

### Groep C
| Team                | P | W | D | L | GF | GA | GD | Pts |
| ------------------- | - | - | - | - | -- | -- | -- | --- |
| Benfica             | 3 | 2 | 1 | 0 | 4  | 2  | +2 | 7   |
| Rio Ave             | 3 | 1 | 1 | 1 | 4  | 4  | 0  | 4   |
| CD Nacional Madeira | 3 | 1 | 1 | 1 | 2  | 2  | 0  | 4   |
| Vitória Guimarães   | 3 | 0 | 1 | 2 | 2  | 4  | −2 | 1   |

|                     | Benfica | Nacional | Rio Ave | Guimarães |
| ------------------- | ------- | -------- | ------- | --------- |
| Benfica             | -       | 1-0      | -       | -         |
| CD Nacional Madeira | -       | -        | -       | 1-0       |
| Rio Ave             | 1-2     | 1-1      | -       | -         |
| Vitória Guimarães   | 1-1     | -        | 1-2     | -         |

## Halve finale
|                           |                   |        |                                                          |                                                                                           |
| 9 februari 2010 20:15 UTC | Sporting Lissabon | 1 – 4  | Benfica                                                  | Estádio José Alvalade, Lissabon Toeschouwers: 20.000 Scheidsrechter: Olegário Benquerença |
| 9 februari 2010 20:15 UTC | Liédson 37'       | Report | 8' David Luiz 29' Ramires 68' Luisão 90+4' Óscar Cardozo | Estádio José Alvalade, Lissabon Toeschouwers: 20.000 Scheidsrechter: Olegário Benquerença |

|                            |             |        |                   |                                                                             |
| 10 februari 2010 20:15 UTC | Porto       | 1 – 0  | Académica Coimbra | Estádio do Dragão, Porto Toeschouwers: 22.000 Scheidsrechter: Pedro Proença |
| 10 februari 2010 20:15 UTC | Mariano 81' | Report |                   | Estádio do Dragão, Porto Toeschouwers: 22.000 Scheidsrechter: Pedro Proença |

## Finale
|                         |                                                         |       |          |                                                                        |
| 21 maart 2010 20:15 UTC | Benfica                                                 | 3 – 0 | FC Porto | Estádio Algarve, Faro Toeschouwers: 23.430 Scheidsrechter: Jorge Sousa |
| 21 maart 2010 20:15 UTC | Ruben Amorim 10' Carlos Martins 44' Óscar Cardozo 90+2' |       |          | Estádio Algarve, Faro Toeschouwers: 23.430 Scheidsrechter: Jorge Sousa |